# Mithan Jamshed Lam
Mithan Jamshed Lam (Maarastra‎, 2 de março de 1898 — 1981) foi uma advogada e ativista social indiana, tendo sido Xerife de Mumbai. Foi a primeira mulher indiana a tornar-se barrister , bem como a primeira advogada a atuar na Suprema Corte de Mumbai. Em 1962, o Governo da Índia concedeu-lhe a Padma Bhushan, terceira honraria civil mais alta do país, por suas contribuições para a sociedade.

## Biografia
Mithan Jamshed Lam nasceu em 2 de março de 1898, sendo filha de Ardeshir Tata, funcionário da indústria têxtil, e de Herabai Tata, uma ativista pelos direitos das mulheres. Sua infância e educação inicial ocorreram em Phulgaon, no distrito de Pune, onde seu pai trabalhava em uma fábrica têxtil, mais tarde mudando-se para Ahmedabad, acompanhando seu pai que fora transferido para lá. Em seguida, foi morar em Mumbai, onde estudou na Escola Frere Fletcher, completando sua educação escolar. Seus estudos de graduação foram realizados na Faculdade de Elphinstone, em Mumbai, onde concluiu sua graduação em Economia com honras. Nesta época, acompanhou sua mãe para Londres, lá tendo a oportunidade de discutir temas como o sufrágio feminino na Índia com os membros da Câmara dos Comuns. Ao decidir permanecer na Inglaterra, ingressou na Escola de Economia de Londres para concluir seu mestrado e, simultaneamente, estudar Direito para qualificar-se como uma barrister-at-law de Lincoln's Inn, em 1919, tornando-se uma das primeiras mulheres barristers e a primeira indiana barrister. Sua estadia na Inglaterra também possibilitou-a a associar-se com líderes indianas notáveis como Sarojini Naidu e Annie Besant, que também estavam lá para defender o direito de votar das mulheres indianas. Lam visitou a Escócia, juntamente com essas líderes, onde discursou no parlamento local. Tais esforços foram relatados como tendo auxiliado na obtenção do sufrágio feminino na Índia.
Em seu retorno à Índia, em 1923, Lam juntou-se à Suprema Corte de Mumbai como sua primeira advogada mulher, começando a trabalhar como associada de Bhulabhai Desai, um proeminente advogado e ativista pela liberdade. Depois de exercer a advocacia durante três anos, foi designada juíza de paz e magistrada executiva, bem como integrante do comitê que ajudou a contribuir para a alteração da lei que veio a ser conhecida como o Ato do Casamento e Divórcio Parsi de 1936. Em 1947, foi nomeada Xerife de Mumbai, também sendo a primeira mulher a ocupar o cargo. Lam envolveu-se com as atividades da Conferência das Mulheres da Índia (AIWC) e serviu como sua presidente no mandato de 1961-62. Foi editora do Sthri Dharma, o jornal oficial da AIWC, por cinco anos e serviu como a designada pela organização para um trabalho nas Nações Unidas. Também foi ativa no Conselho Nacional das Mulheres Indianas, fundada dois anos antes da AIWC, em 1925.
Lam atuou na Faculdade de Direito de Mumbai, foi a fundadora-presidente da Federação Indiana de Mulheres Juristas, vice-presidente da Federação Internacional de Mulheres Juristas (IFWL) e presidiu a 13ª convenção da IFWL, além de servir como representante da federação na ONU. Foi presidente das União das Mulheres Graduadas de Mumbai e, após aposentar-se da advocacia, juntou-se ao Conselho de Mulheres do Estado de Maharashtra (MSWC) e presidiu o Subcomitê de Trabalho por um período, durante o qual iniciou esforços para estabelecer um centro médico, uma creche e um centro de formação profissional, bem como proporcionando acesso à luz e água. Tam presidiu o Comitê das Mulheres na assistência e Reabilitação dos Refugiados do Paquistão, uma agência criada no rescaldo da Partição da Índia. Também participou de várias conferências internacionais. O Governo da Índia concedeu-lhe a honraria civil Padma Bhushan em 1962.
Mithan Lam foi casada com Jamshed Sorab Lam, um advogado, com quem teve dois filhos. A filha morreu jovem e o filho, Sorab Jamshed Sorabsha Lam, popularmente conhecido como Soli, que morreu em 2010, foi um premiado cirurgião ortopédico e membro da Faculdade Real de Cirurgiões da Inglaterra. Lam ficou cega em seus últimos dias de vida e morreu em 1981, aos 83 anos de idade. A biografia de Tam recebeu destaque em um vasto catálogo, a Encyclopaedia of Women Biography.

### Nota
- Este artigo foi inicialmente traduzido, total ou parcialmente, do artigo da Wikipédia em inglês cujo título é «Mithan Jamshed Lam», especificamente desta versão.